# Ulota fulva
Ulota fulva är en bladmossart som beskrevs av Bridel 1826. Ulota fulva ingår i släktet ulotor, och familjen Orthotrichaceae. Inga underarter finns listade i Catalogue of Life.